# Emerson (Nova Jersey)
Emerson és una població dels Estats Units a l'estat de Nova Jersey. Segons el cens del 2008 tenia 7.353 habitants.

## Demografia
Segons el cens del 2000, Emerson tenia 7.197 habitants, 2.373 habitatges, i 1.964 famílies. La densitat de població era de 1.240,5 habitants/km².
Dels 2.373 habitatges en un 36,1% hi vivien nens de menys de 18 anys, en un 72,5% hi vivien parelles casades, en un 7,3% dones solteres, i en un 17,2% no eren unitats familiars. En el 14,5% dels habitatges hi vivien persones soles el 8,3% de les quals corresponia a persones de 65 anys o més que vivien soles. El nombre mitjà de persones vivint en cada habitatge era de 2,91 i el nombre mitjà de persones que vivien en cada família era de 3,23.
Per edats la població es repartia de la següent manera: un 23,2% tenia menys de 18 anys, un 5,5% entre 18 i 24, un 27,5% entre 25 i 44, un 25,1% de 45 a 60 i un 18,8% 65 anys o més.
L'edat mediana era de 41 anys. Per cada 100 dones de 18 o més anys hi havia 87,2 homes.
La renda mediana per habitatge era de 74.556 $ i la renda mediana per família de 80.468 $. Els homes tenien una renda mediana de 52.450 $ mentre que les dones 36.818 $. La renda per capita de la població era de 31.506 $. Aproximadament l'1,3% de les famílies i el 2,4% de la població estaven per davall del llindar de pobresa.

## Poblacions més properes
El següent diagrama mostra les poblacions més properes.